# Santa María del Naranco
Santa María del Naranco (slovensko Cerkev svete Marije na gori Naranco, špansko Iglesia de Santa María del Naranco, astursko Ilesia de Santa María'l Narancu) je predromanska asturska stavba na pobočju gore Naranco, 3 km od Ovieda v  severni Španiji. Ramiro I. Asturski je ukazal, naj se zgradi kot kraljeva palača, del večjega kompleksa, ki je vključeval tudi bližnjo cerkev San Miguel de Lillo, 100 metrov stran. Palača je bila dokončana leta 842 in je deloma imela versko funkcijo, posvečena pa je bila leta 848. Zaradi njenih strukturnih značilnosti, kot je banjast obok s prečnimi rebri, ki so ena proti ena s kontrasti na zunanjosti, je jasna predhodnica romanske gradnje. Zunanji okraski in uporaba lokov označujejo predvideno vertikalnost kompozicije.
Razglašena je bila za Nacionalni spomenik 24. januarja 1885. Skupaj z vsemi drugimi nacionalnimi spomeniki v Španiji je bila junija 1985 uvrščen med spomenike Bien de Interés Cultural. Decembra 1985 jo je UNESCO razglasil za svetovno dediščino.

## Zgodovina
Zgrajena kot palača za razvedrilo, stoji na južni strani gore Naranco, obrnjena proti mestu in je bila prvotno del vrste kraljevih stavb, ki so na obrobju. Njen značaj kot posvetne stavbe se je v 12. stoletju spremenil, ko so jo spremenili v cerkev, posvečeno sv. Mariji. Palača Santa María del Naranco je vključevala pomembno slogovno, morfološko, konstruktivno in dekorativno prenovo predromanike, ki jo je dopolnila z novimi, inovativnimi viri, kar predstavlja preskok glede na neposredno prejšnja obdobja.
Na oltarju latinski napis vsebuje datum posvečenja: (...) Per Famulum Tuum Ranimirum. Principe Gloriosum Cum Paterna Regina Coniuge Renovasti Hoc Habitaculum Nimia. Vetustate Consumptvm Et Pro Eis Aedificasti Hanc Haram Benedictionis Gloriosae. Sanctae Mariae In Locum Hunc Summum Exaudi Eos De Caelorum Habitaculo Tuo Et. (...) Die VIIIIo Kalendas Iulias Era Dccclxxxvia.
Inovacije te palače so navdušile kroniste, ki jo večkrat omenjajo. Crónica Silense, napisana okoli leta 1015, približno 300 let po izgradnji palače, pravi, da je Ramiro I.  Asturski »zgradil veliko stavb, dve milji stran od Ovieda, s peščenjakom in marmorjem v obokanem delu: (... ) Naredil je tudi (...), palačo brez lesa, čudovite gradnje in obokane spodaj in zgoraj, ...« 
Kronisti so se zaradi prečnih lokov čudili njegovim razsežnostim in vitkim oblikam, bogati, raznoliki dekoraciji in uvedbi podolgovatih banjastih obokov, ki omogočajo oporo in odpravljajo lesene stropove. Ta rešitev, ki je plašno napredovala v Camara Santa (Sveta soba) v stolnici San Salvador v Oviedu, je popolnoma dozorela v Santa María del Naranco.
Palača ima pravokoten tloris v dveh nadstropjih. Spodnji nivo ali kripta, precej nizka, ima osrednjo sobo in še dve na obeh straneh. V zgornje nadstropje se dostopa po dvojnem zunanjem stopnišču, ki meji na fasado, kar vodi v isto postavitev kot spodnje nadstropje; osrednja ali plemiška dvorana s šestimi slepimi polkrožnimi loki vzdolž sten, podprtimi s stebri, vgrajenimi v steno in razglediščem na vsakem koncu. Do njih se dostopa prek treh lokov, podobnih tistim na steni, ki ležijo na stebrih s helikoidno vrvjo, značilno za predromansko obdobje. Banjasti obok je izdelan iz tufa in ga drži šest prečnih lokov, ki ležijo na konzolah.
Santa María del Naranco je predstavljala korak naprej z dekorativnega vidika, saj je obogatila običajne standarde in modele z elementi slikarstva, zlata in tekstilne umetnosti. Bogata dekoracija je skoncentrirana v dvorani in na razglediščih zgornjega nadstropja, kjer je še posebej vredno omeniti kubično-prizmatične kapitele (bizantinski vpliv), okrašene z reliefi, uokvirjenimi z vrvno dekoracijo (lokalna tradicija) v trapeznih in trikotnih oblikah, znotraj katerih so izklesane oblike živali in ljudi. Tovrstni motiv se ponavlja na diskih z osrednjimi medaljoni, ki so nad križiščih slepih lokov. 32 medaljonov, razporejenih po stavbi, so si po velikosti in obliki podobni, spreminjata dekorativne oblike in notranje figure (štirinožci, ptice, grozdi grozdov, fantastične živali), slog, podedovan iz obdobja Vizigotov, ki izvira iz bizantinske tradicije.
Medaljoni imajo nad seboj okrasne trakove, spet uokvirjene z vrvjo, znotraj katerih so izklesane in simetrično razporejene štiri figure; zgornja dva nosita breme na glavi, spodnja dva pa predstavljata vojake na konju, ki nosita meče. Zdi se, da imajo te figure nekakšen simbolni družbeni pomen; bojevniki, ki branijo in podpirajo molivce, ali pa se kraljevi in cerkveni red dopolnjujeta.
Santa María del Naranco prikazuje druge, enako lepe in pomembne kiparske prvine; prvič se zdi, da je grški križ izklesan kot simbol asturske monarhije in hkrati ščiti stavbo pred vsem zlom, kar naj bi postalo običajno v priljubljeni arhitekturi mest in vasi. Zaradi drugih kiparskih elementov, kot so kapiteli korintskega navdiha na trikotnih oknih razgledišč ali oltarni kamen v vzhodnem razgledišču (izvirno iz sosednje cerkve San Miguel de Lillo), je ta palača najbolj izrazita stavba v predromaniki, edinstvenost, ki je poudarjena kot edini palačni kompleks, ki je ohranjen do danes z vizigotskimi in karolinškimi dvornimi strukturami.

## Stavba
Cerkev svete Marije na gori Naranco je drugačna od vseh sodobnih primerov, ki jih poznamo. Praktično gre za rimski tetrastilni amfiprostilni tempelj , če je mogoče take izraze uporabiti za krščansko zgradbo. Kolikor razumemo, je bil oltar prvotno postavljen v enem od portikov, zato je bilo čaščenje verjetno zunaj. Zdi se, da je velika razlika v tem, da je imel stranski vhod in da so bili nekateri komunikatorji vsaj nastanjeni v notranjosti. Okras notranjosti se od klasičnih modelov razlikuje od tlorisa. Stebri so spiralno ukrivljeni - klasična oblika - vendar so kapiteli kotni in izdelani za podporo lokov. Na stenah so tudi nenavadni medaljoni, iz katerih izvirajo obokana rebra, ki se zdijo značilna za slog, saj jih najdemo ponovljene v cerkvi Santa Cristina de Lena.

## Galerija
- Fasada z miradorjem
- Zunanjost
- Tloris
- Notranjost spodnjega nadstropja
- Notranjost
- Detajl okna

## Liteartura
- Herbermann, Charles, ed. (1913). "Diocese of Oviedo". Catholic Encyclopedia. New York: Robert Appleton Company.
- Fergusson, James (1867). "Book VII: Spanish and Portugal". A history of architecture in all countries . 2. John Murray. pp. 123–124. ISBN 0-548-16204-2.
- Arias Paramo, Lorenzo (1992). "Geometría y proporción en la arquitectura prerrománica asturiana". Actas del III Congreso de Arqueología Medieval Española (in Spanish). Oviedo: Universidad de Oviedo: 27–37. ISBN 978-84-604-1916-7. Retrieved 2009-05-31.